# 飯田祐真
飯田 祐真（いいだ ゆま、1996年3月5日 - ）は、日本の女優、モデル、タレント、写真家。東京都出身。元ソニー・ミュージックアーティスツ所属。

## 人物・来歴
特技はダンス（ヒップホップ・チア）、趣味はカメラ・音楽鑑賞・ギターである。
2021年9月30日付けで、17歳から所属していたソニー・ミュージックアーティスツを退社した。芸能活動は継続する。

## 出演

### 映画
- 好きっていいなよ。（2014年7月）
- TOKYO CITY GIRL（2016年11月）「幸せのつじつま」 - 主演 マイ 役[3]
- 人狼ゲーム マッドランド（2017年7月15日） - 中川未来 役
- ボクはボク、クジラはクジラで、泳いでいる。（2018年） - 玉手かなみ 役[4]
- ラスト・ホールド!（2018年5月12日） - アケミ 役[5]
- 今日から俺は!!（2020年7月17日） - 吉田祐真 役

### テレビドラマ
- セーラーゾンビ（2014年4月 - 、テレビ東京） - イオリ 役
- チア☆ドル（2015年10月 - 、朝日放送） - 主演・宮本皐月 役
- よろず屋ジョニー（2015年11月20日 - 、フジテレビTWO） - 西岡すず 役
- 黒崎くんの言いなりになんてならない（2015年12月22日・23日、日本テレビ） - 遠藤志帆 役
- 暇なJD・三田まゆ ～今夜、私と”優勝“しませんか♥～（2017年12月27日、テレビ朝日） - 日吉惟 役
- 今日から俺は!!（2018年10月 - 、日本テレビ） - 三橋のクラスメイト 役
- 絶対正義（2019年2月 - 、東海テレビ） - 石森麗香（高校生時代） 役
- サイレント・ヴォイス 行動心理捜査官・楯岡絵麻 特別篇 悪魔の学問 (2020年3月7日、BSテレ東) - 野崎恵　役
- ワカコ酒 season5 第6話（2020年5月12日、BSテレ東） - 八(や)っちゃん 役
- スポットライト  第6話（2020年8月11日、TOKYO MX1） - 土田幹 役
- アオイウソ〜告白の放課後〜 （2021年1月5日 - 3月30日、TOKYO MX1） - 拝島日和 役
- おいしい給食 season2 第5話（最速局 2021年11月10日 tvk） - 下村千夏 役
- 志村けんとドリフの大爆笑物語 （2021年12月27日 フジテレビ系） - CMスタッフ 役

### テレビ番組
- 部活応援プロジェクト しゃかりき（2016年4月 - 2018年3月、テレビ神奈川） - MC

### ミュージックビデオ
- むかしばなし「写真機少女」（2015年3月）[6]
- UNISON SQUARE GARDEN 「シュガーソングとビターステップ」（2015年5月）[7]
- ナオト・インティライミ 「まんげつの夜」(2019年8月)

### CM
- オリックスグループ 「やる気MAX!大型船舶」篇（2019年11月22日 - ）[8]、「やる気MAX!物流施設」篇（2019年8月23日 - ）[9]
- 吉野家 「麦とろ牛皿御膳」（2018年）

### 舞台
- GORIZO STAGE Vol.7「You Know My Name?」（2023年11月15日 - 23日〈予定〉、浅草九劇）[10]

### 書籍
- 「JK POSE M ANIACS」（2013年5月）撮影・青山裕企
- 「僕の妹は、写真家になりたい。」（2014年7月）撮影・青山裕企
- 「フォトテクニックデジタル 8月号」（2014年8月）撮影・長野博文

### WEB
- 「上中丈弥と田中美里の勝手に40周年盛り上げ隊!～テレフォンブッキング～」レギュラー（2015年1月）
- 1フレーズガール[11]「スーパーカー/Lucky」[12]（2015年1月）

### 写真家
- Gallery NIWにて写真展開催（2015年1月8日 - 2015年1月13日)
- 渡辺シュンスケライブ「シンシュンシュンチャンショー2015」@日本橋三井ホール（2015年1月24日） 撮影
- 斉藤秀翼ライブ「VALENTINE'S PARTY!」@渋谷asia（2015年2月14日） 撮影